# Red Nacional de los Ferrocarriles Españoles
A RENFE (Red Nacional de Ferrocarriles Españoles), foi uma empresa ferroviária espanhola estatal, que resultou da junção de todas as empresas ferroviárias espanholas, que existiu entre 1941 e 2004. No dia 1 de Janeiro de 2005, o monopólio da Renfe acabava, dividindo-se a RENFE no ADIF (Administrador de Infraestructuras Ferroviarias), e na Renfe Operadora.

## História
A RENFE foi criada em 1941, que resultou da junção de todas as empresas ferroviárias espanholas, entre as quais se destacam:
- Compañía de los Caminos de Hierro del Norte de España, criada em 1858.
- Compañía de los Ferrocarriles de Madrid a Zaragoza y Alicante, criada em 1856.
- Compañía del Oeste,criada em 1928.
- Ferrocarriles Andaluces, criada em 1936.

O objectivo da criação da RENFE foi reabilitar a rede ferroviária espanhola, gravemente danificada pela Guerra Civil, antes da falência económica de  empresas ferroviárias que tinham então explorado a rede. A RENFE explorou a rede ferroviária espanhola no regime de monopólio até ao dia 31 de Dezembro de 2004.
A partir da década de 1970 e principalmente de 1980, a RENFE começou a reger-se por uma política de rentabilidade económica, que consistia em encerrar todas as linhas que não eram rentáveis. No dia 1 de Janeiro de 1985 encerraram-se mais de 900 km de linhas, entre as quais a linha Santander-Mediterrâneo, Via de la Plata, etc.

## Divisões Comerciais
As divisões comerciais ou unidades de negócio da RENFE eram:
- Alta Velocidad
- Grandes Líneas
- Regionales
- Cercanías
- Mercancías e Logística
- Mantenimiento integral de trenes

## Divisão da RENFE
No dia 1 de Janeiro de 2005, acabou o monopólio da RENFE, e a empresa dividiu-se em dois:
- Renfe Operadora, que está encarregada do transporte de passageiros e mercadorias. Também realiza a manutenção e o fabrico de material ferroviário.
- ADIF (Administrador de Infraestructuras Ferroviarias), que gere linhas, estações, circulações, etc., cobrando um preço às empresas usuárias da rede, entre elas a Renfe Operadora.

Devido às novas directivas económicas da União Europeia, o Governo Espanhol deveria abrir a rede ferroviária à concorrência, pelo que se implementou uma nova legislação para o sector ferroviário, que deveria entrar em vigor no dia 1 de Junho de 2004, mas que se atrasou devido a ascensão do governo de José Luís Zapatero no dia 1 de Janeiro de 2005.
No dia 31 de Dezembro de 2004, a RENFE fusionou-se com o GIF (Gestor de Infraestructuras Ferroviárias) e, minutos mais tarde, no dia 1 de Janeiro de 2005, a Entidad Pública Empresarial Renfe Operadora desprendia-se da RENFE, que a partir desse momento se começou a chamar Entidad Pública Empresarial Administrador de Infraestructuras Ferroviarias (ADIF). A Renfe Operadora especializou-se na prestação de serviços de transporte, enquanto o ADIF ficou encarregado com as funções de atribuição de capacidades, manutenção e construção de infraestruturas da rede ferroviária espanhola.